# Jacobus Marinus Janse

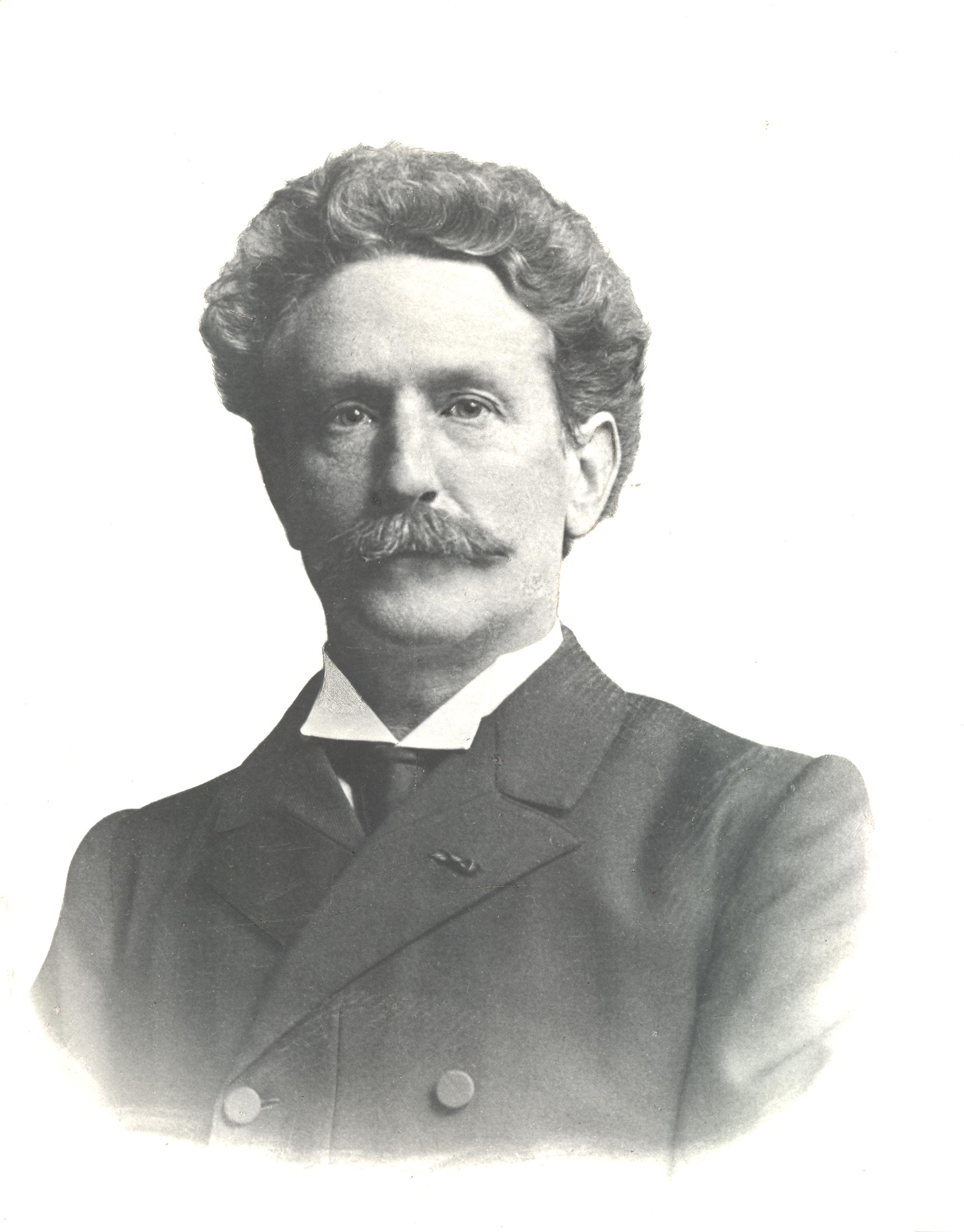
Jacobus Janse

Jacobus Marinus Janse (* 9. Februar 1860 in Middelburg; † 31. März 1938 in Zeist) war ein niederländischer Biologe. 

## Leben
Jacobus Marinus war der Sohn des Lehrers der Mathematik Leendert Janse (* 31. Dezember 1818 in Brouwershaven; † 27. Februar 1898 in Amsterdam) und dessen am 30. Juni 1847 geheirateten Frau Cornelia van Nederveen (* 30. Juni 1822 in Middelburg; † 1. Februar 1904 in Utrecht). Er besuchte die Höhere Bürgerschule (H.B.S.) in Amsterdam und schrieb sich als zwanzigjähriger 1880 in Matrikel der Universität Amsterdam ein. Als Student hatte er 1881 eine botanische Frage beantwortet, welche mit einer Goldmedaille belohnt wurde. Am 4. Dezember 1885 promovierte er mit dem Thema Over de medewerking der mergstralen aan de waterbeweging in het hout (deutsch Über die Mitwirkung der Markstrahlen bei der Wasserbewegung im Holze) in Amsterdam zum Doktor der Botanik und Zoologie. 
1885 wurde er botanischer Assistent bei Willem Frederik Reinier Suringar an der Universität Leiden und 1890 wurde er leitender Mitarbeiter des botanischen Gartens in Bogor.  Von ihm sind verschiedene Fachaufsätze in den Fachzeitschriften seiner Zeit erschienen. So im deutschen Jahrbuch für wissenschaftliche Botanik, in den Annales du Jardin botanique de Buitenzorg und in den Zeitschriften der königlich niederländischen Akademie der Wissenschaften. Vor allem sein dreiteiliges Werk in den Medeelingen van 's Lands Plantentuin, welches von 1891 bis 1898 erschien, fand weite Beachtung. Seine Untersuchungen beschäftigten sich dabei mit den Erkrankungen von tropischen Pflanzen, dem Transport von Wasser durch die Pflanzen und den Polarisationserscheinungen bei denselben. 
Am 17. März 1899 wurde er zum Professor der Botanik an die Universität Leiden berufen, welche Aufgabe er am 1. November 1899 mit der Einführungsrede De voeding der hoogere planten (deutsch Die Leistung der höheren Pflanzen) übernahm. Damit verbunden unterstand ihm auch die Leitung des Hortus Botanicus Leiden. Unter seiner Leitung entstand 1904 bis 1906 ein botanisches Laboratorium am Nonnensteg, wozu er am 18. Oktober 1908 die Einweihungsrede hielt. Nachdem er 1913/14 Sekretär des akademischen Senats gewesen war, führte er 1914/15 als Rektor der Alma Mater die Geschicke der Leidener Hochschule. In letzterer Eigenschaft hielt er am 8. Februar 1915 die Rede Een physiologische vergelijking tusschen plant en dier (deutsch Ein physiologischer Vergleich zwischen Pflanzen und Tieren). 
Aufgrund seines Alters von 70 Jahren, wurde er am 30. Januar 1930 emeritiert und verließ am 15. September 1930 die Hochschule. Seine letzten Lebensjahre verbrachte er bei seinen Kindern in Zeist, wo er nach seinem Tod am 4. April begraben wurde. Janse war Ritter dritter Klasse des russischen St. Anna Ordens. 

## Familie
Janse verheiratete sich am 5. Dezember 1889 in Leiden mit Katherina Hermina Sissingh (* 9. Februar 1860 in Harlingen; † 27. März 1941 in Zeist), die Tochter des Albertus Sissingh (* 11. April 1832 in Godlinze; † 20. November 1874 in Rotterdam) und dessen am 23. Dezember 1856 in Delfzijl geheirateten Frau Bertha R. Engelsman (* 19. Oktober 1834 in Appingedam; † 17. Januar 1919 in Blaricum). Aus der Ehe sind Kinder hervorgegangen, von diesen kennt man: 
- Dr. Leendert Cornelis Janse (* 10. Juli 1891 in Bogor; † 14. Oktober 1971 in Leeuwarden) er verheiratete sich am 20. März 1925 in Den Haag mit Anna Maria Susanna Hauwert (* 12. September 1894 in Amsterdam), die Tochter des Pieter Hauwert und der Catherine Mussert. Am 18. Oktober 1946 wurde die Ehe geschieden und er schloss im April 1947 eine weitere Ehe mit Maria Gerbrig Feddema (* 13. Oktober 1909 in Leeuwarden; † 2. März 1993 ebenda).
- Cornelia Albertina Janse (* 13. Juli 1893 in Bogor; † 24. Dezember 1980 in Leiden)
- Catharina Jacoba Janse (* 11. April 1895 in Bogor; † 15. Oktober 1962 in Leiden)

## Werke (Auswahl)
- Verslag der onderzoekingen, verricht aan de Nederlandsche tafel in het zoologisch station van Dr. Dohrn te Napels. 1887
- De groei van de bloembladeren van Cypripedium caudatum Ldl. en van Uropedium Lindenii Ldl. 1887
- Die Permeabilität des Protoplasma. 1888
- Sereh verschijnselen. 1891
- Het voorkomen van bacterien in suikerriet. In: Mededeelingen uit 'S lands plantentuin. Bogor, 1891 9 Jg. S. 9, 56
- Overzicht van de resultaten der wetenschappelijke onderzoekingen verricht aan of met behulp van 's Lands Plantentuin te Buitenzorg. Batavia 1892
- The Root Endophytes of Some Javanese Plants. 1896
- De stikstof-voeding van koffie en andere planten. 1896
- Les endophytes radicaux de quelques plantes javanaises. Leiden 1896
- Les endophytes radicaux de quelques plantes javanaises et quelques mots sur le développement d'une petite truffe. Leiden 1896
- De la Déhiscence du fruit du Muscadier. 1899
- De nootmuskaat-cultuur in de Minahassa en op de Banda-eilanden. In: Mededeelingen uit 's Lands Plantentuin. Bogor 1898
- De voeding der hoogere planten: Rede, uitgesproken bij de aanvaarding van het hoogleeraarsambt aan de Rijks-Universiteit te Leiden den 1sten November 1899. Leiden 1899
- Rede gehouden bij de opening van het Botanisch Laboratorium der Rijks-Universiteit te Leiden op woensdag 28 october 1908. Leiden 1908
- Een physiologische vergelijking tusschen plant en dier: Rede, uitgesproken op den 340sten verjaardag der universiteit te Leiden. Leiden 1915